# 2005年全仏オープン
2005年 全仏オープン（2005ねんぜんふつオープン、Internationaux de France de Roland-Garros 2005）は、フランス・パリにある「スタッド・ローラン・ギャロス」にて、2005年5月23日から6月5日まで開催された。

## シニア

### 男子シングルス
ラファエル・ナダル def.  マリアノ・プエルタ, 6–7(6), 6–3, 6–1, 7–5
- ナダルは4大大会初優勝。大会初出場でいきなり優勝を飾った。

### 女子シングルス
ジュスティーヌ・エナン＝アーデン def.  マリー・ピエルス, 6–1, 6–1
- エナンは2年ぶり2度目の優勝である。

### 男子ダブルス
ヨナス・ビョルクマン /  マックス・ミルヌイ def.  ボブ・ブライアン /  マイク・ブライアン, 2–6, 6–1, 6–4

### 女子ダブルス
ビルヒニア・ルアノ・パスクアル /  パオラ・スアレス def.  リーゼル・フーバー /  カーラ・ブラック, 4–6, 6–3, 6–3

### 混合ダブルス
ファブリス・サントロ /  ダニエラ・ハンチュコバ def.  リーンダー・パエス /  マルチナ・ナブラチロワ, 3–6, 6–3, 6–2

## ジュニア

### 男子シングルス
マリン・チリッチ def.  Antal van der Duim, 6–3, 6–1

### 女子シングルス
アグネシュ・サバイ def.  イオアナ・ラルカ・オラル, 6–2, 6–1

### 男子ダブルス
エミリアノ・マサ /  レオナルド・マイエル def.  セルゲイ・ブブカ・ジュニア /  ジェレミー・シャルディー, 2–6, 6–3, 6–4

### 女子ダブルス
ビクトリア・アザレンカ /  アグネシュ・サバイ def.  イオアナ・ラルカ・オラル /  Amina Rakhim, 4–6, 6–4, 6–0